# Bare (Republika Serbska)
Bare (cyr. Баре) – wieś w Bośni i Hercegowinie, w Republice Serbskiej, w gminie Rudo. W 2013 roku liczyła 5 mieszkańców.